# Metodije Spasovski
Metodije Spasovski (4 de febrer de 1946) és un exfutbolista macedoni de la dècada de 1960.
Fou 3 cops internacional amb la selecció iugoslava. Pel que fa a clubs, defensà els colors de FK Vardar i 1. FC Saarbrücken.